# Седам живота
Седам живота (енгл. Seven Pounds) је филм из 2008. који је режирао Габријеле Мучино. Главне улоге играју Вил Смит, Росарио Досон, Вуди Харелсон, Бари Пепер и Мајкл Или.

## Улоге
| Глумац          | Улога                                   |
| --------------- | --------------------------------------- |
| Вил Смит        | Тим Томас (под идентитетом Бена Томаса) |
| Мајкл Или       | Бен Томас                               |
| Бари Пепер      | Ден (Тимов пријатељ)                    |
| Росарио Досон   | Емили Поса                              |
| Вуди Харелсон   | Езра Тарнер                             |
| Елпидија Кариљо | Кони Тепос                              |